# Легка атлетика на літніх Паралімпійських іграх

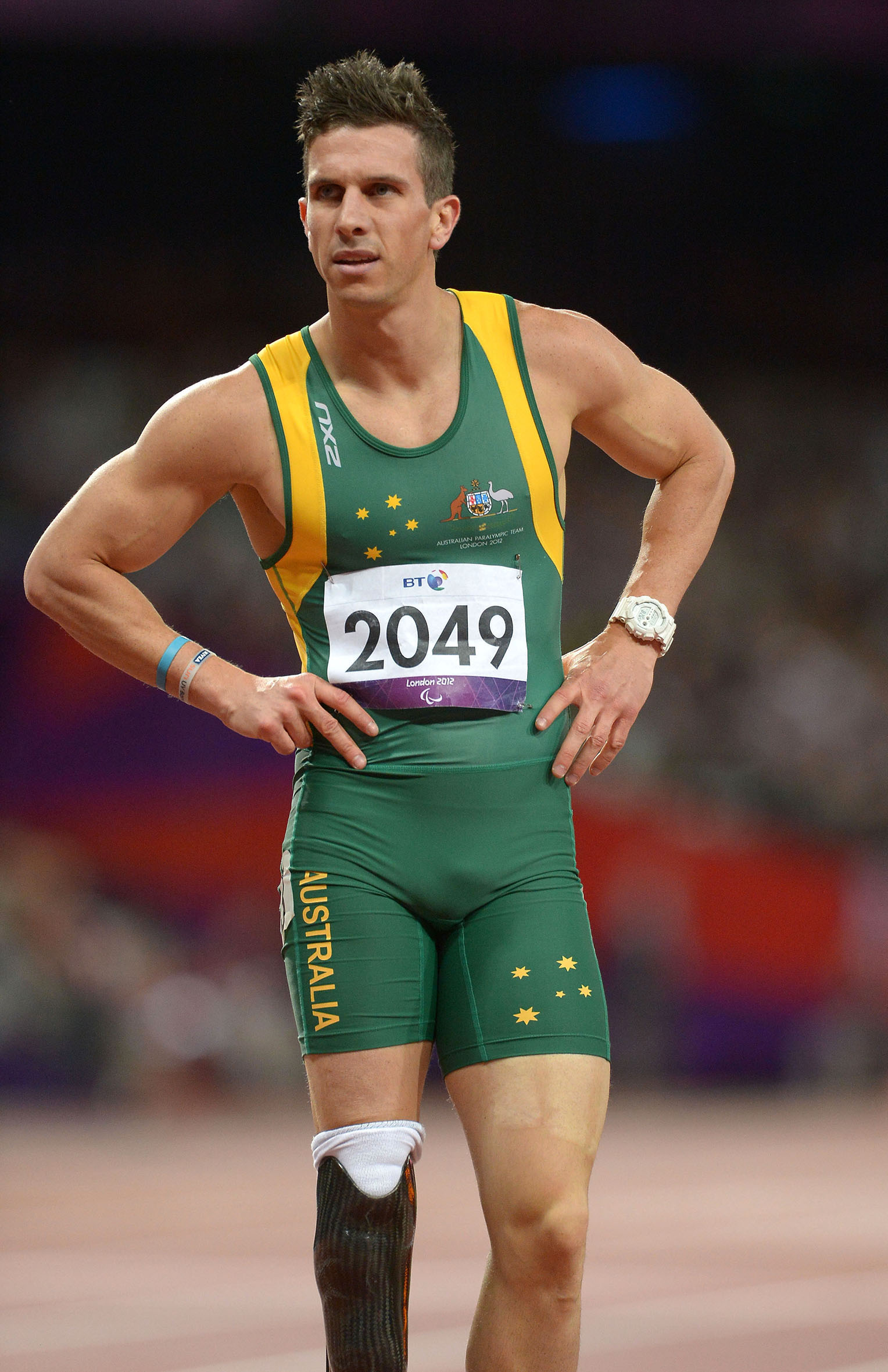
Австралiйський легкоатлет Джек Свіфт, 2012

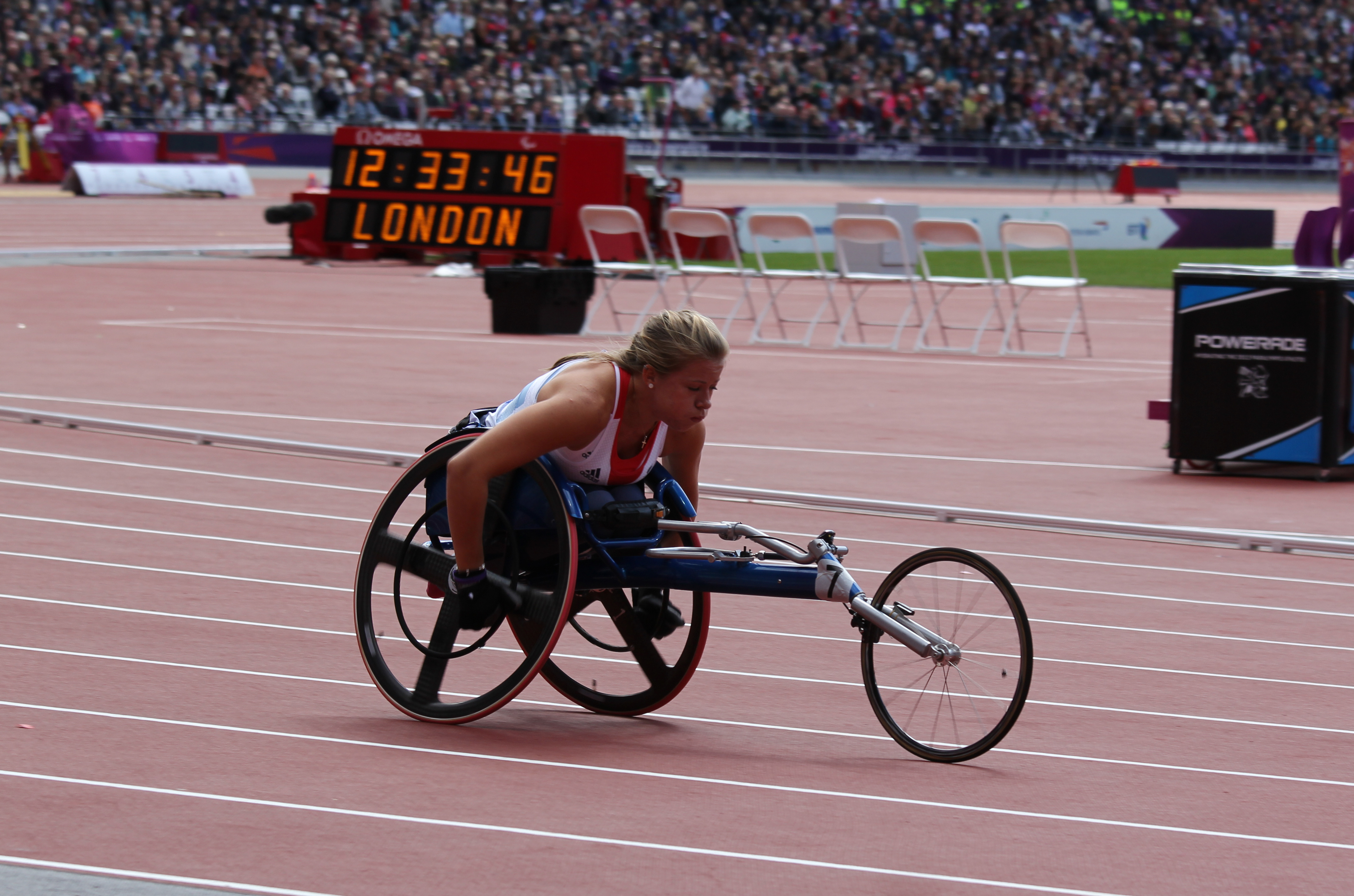
Британська легкоатлетка Ханна Кокрофт, 2012

Легка атлетика на літніх Паралімпійських іграх вперше з'явилася у 1960.

## Класифікація спортсменів
Спортсменів класифікують на різні групи залежно від ступеня інвалідності. Система класифікації дозволяє спортсменам з однаковими порушеннями конкурувати на рівних. Атлети класифікуються на такі групи:
- 11-13: спортсмени з порушеннями зору
- 20: спортсмени з інтелектуальними порушеннями
- 31-38: спортсмени з церебральним паралічем (31-34: на інвалідних візках)
- 40-46: спортсмени з порушеннями, що впливають на роботу кінцівок та спортсмени з ампутованими кінцівками
- 51-58: спортсмени на інвалідних візках на треку та спортсмени, що метають з положення сидячи

Номери класів також мають префікси «T», «F», «P», відповідно track (доріжки), field (поле) і pentathlon (п'ятиборство).

У кожному класі, перша цифра вказує на характер порушення спортсмена, а друга вказує на кількість функціональних можливостей.

Наприклад, бігун, що бере участь у класі 11 має або слабкий зір, або взагалі сліпий і використовує допоміжні засоби, щоб закінчити гонку. У той же час спортсмен, що має клас 13 має обмежений зір, але не використовує допоміжних засобів.

### Марафон
Класифікація спортсменів на групи для участі у марафоні визначається мірою, якою вони обмежені виконувати дисципліну. Визначені три класи: 
- Т12: спортсмени з порушеннями зору
- Т46: спортсмени з порушеннями, що впливають на роботу однієї руки або спортсмени з ампутацією
- Т54: спортсмени на інвалідних візках